# Chalcosyrphus valgus
Chalcosyrphus valgus là một loài ruồi trong họ Ruồi giả ong (Syrphidae). Loài này được Gmelin mô tả khoa học đầu tiên năm 1790. Chalcosyrphus valgus phân bố ở vùng Cổ Bắc giới (Đan Mạch)